# Liste der denkmalgeschützten Objekte in Großhofen
Die Liste der denkmalgeschützten Objekte in Großhofen enthält das denkmalgeschützte, unbewegliche Objekt der Gemeinde Großhofen.

## Denkmäler
| Foto |                 | Denkmal                                                    | Standort                                     | Beschreibung | Metadaten |
| ---- | --------------- | ---------------------------------------------------------- | -------------------------------------------- | --- | --- |
| ja   | Datei hochladen | Ortskapelle hl. Laurentius HERIS-ID: 10725 Objekt-ID: 6787 | gegenüber Großhofen 5 Standort KG: Großhofen | Die in der zweiten Hälfte des 18. Jahrhunderts errichtete Ortskapelle hl. Laurentius am Anger von Großhofen hat eine schlicht gegliederte Fassade, Ovalfenster, einen über schmalem umlaufendem Gesims geschwungenen Giebel, einen geraden Chorschluss und einen kleinen Glockenturm. Sie ist einfach ausgestattet und beherbergt ein Bild des hl. Laurentius aus der ersten Hälfte des 19. Jahrhunderts. | BDA-Hist.: Q38077537 Status: § 2a Stand der BDA-Liste: 2025-06-30 Name: Ortskapelle hl. Laurentius GstNr.: 1 Großhofen Ortskapelle |